# Théâtre classique Ioan Slavici

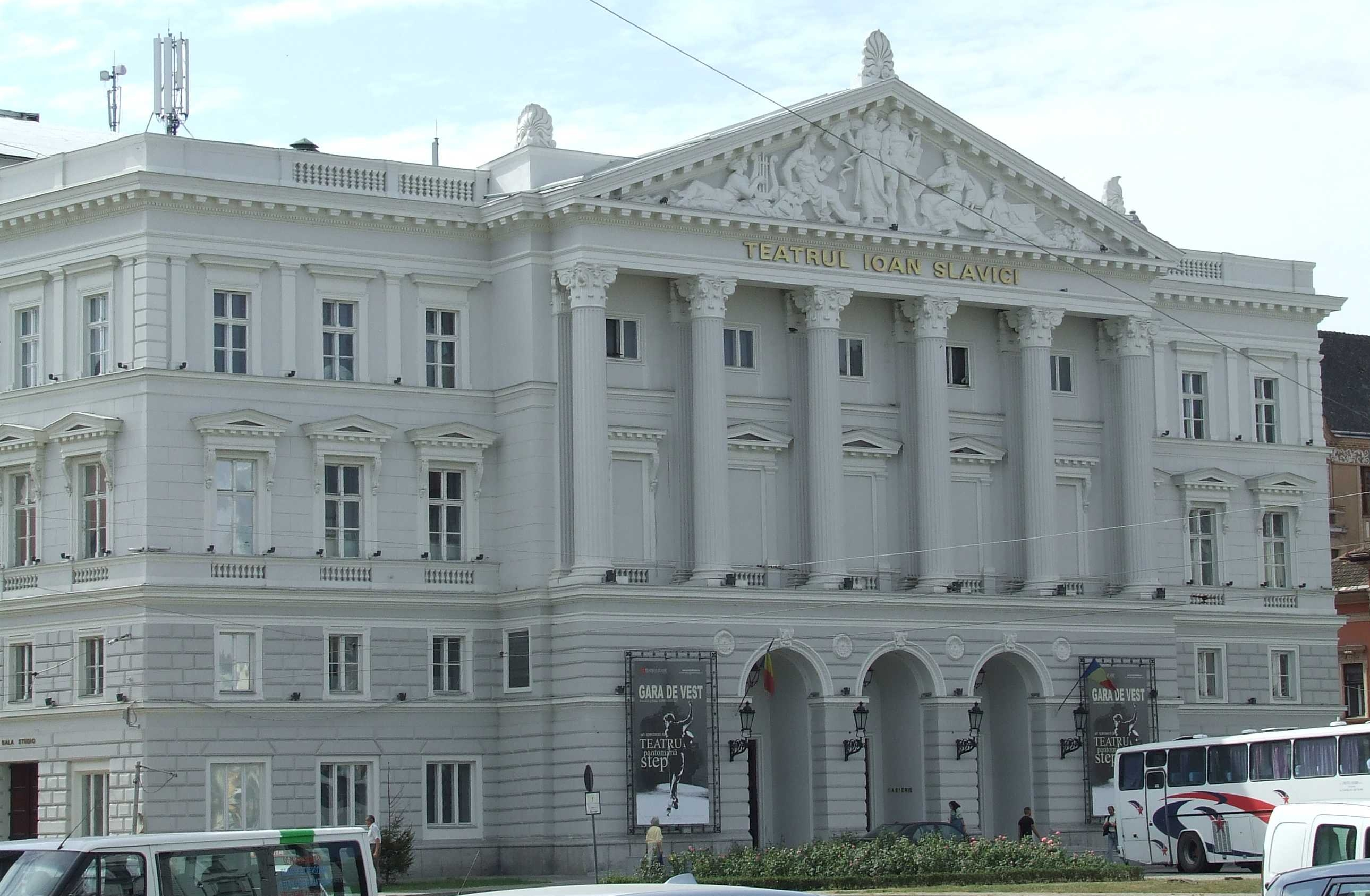
Théâtre classique "Ioan Slavici"

Le théâtre classique Ioan Slavici est un théâtre de la ville d'Arad, à l'ouest de la Roumanie.
Il a été construit en 1874 et affiche un style architectural néoclassique. Il a été conçu par l'architecte Anton Czigler.
Le nom a été donné par Ioan Slavici, un écrivain roumain et natif d'Arad.